# Avis DeVoto
Pour les articles homonymes, voir Devoto.
Avis DeVoto (22 mai 1904 à Houghton (Michigan) - 7 mars 1989) est une éditrice culinaire américaine, critique de livres et cuisinière. Elle a été très influente dans l'édition et la publication de deux livres de cuisine célèbres : Mastering the Art of French Cooking de Julia Child et l'édition américaine de Italian Food de l'écrivain britannique Elizabeth David.

## Biographie
Avis MacVicar DeVoto est née à Houghton, dans le Michigan, le 22 mai 1904. Elle fréquente l'université Northwestern et, à la fin de sa première année, en 1923, elle épouse l'historien américain Bernard DeVoto, qui avait été son professeur d'anglais. Les DeVoto restent à Evanston pendant quatre ans, puis déménagent à Cambridge, dans le Massachusetts, où Bernard enseigne l'anglais à l'université Harvard jusqu'en 1936. Au cours de ces premières années, DeVoto fait la connaissance de nombreuses icônes littéraires - des amis proches de Bernard - dont Robert Frost et Lovell Thompson, directeur d'édition. Les DeVoto ont vécu à Cambridge pendant la majeure partie de leur vie et ont eu deux fils, Gordon (mort en 2009), écrivain amateur, et Mark, théoricien de la musique et compositeur qui a enseigné à l'université Tufts.
En plus d'être une cuisinière accomplie et une critique de livres, Avis DeVoto a travaillé pendant de nombreuses années comme secrétaire de Bernard, s'occupant de sa correspondance et révisant ses écrits. En 1952, DeVoto a reçu une lettre de Julia Child, qui vivait alors à Paris, réagissant à l'une des récentes chroniques de Bernard sur les couteaux de cuisine. La réponse de DeVoto à cette lettre est à l'origine de la correspondance et de l'amitié de toute une vie entre les deux femmes. DeVoto et Child ne se rencontreront en personne qu'en 1954, mais au cours de ces deux premières années, elles échangeront environ 120 lettres, qui seront finalement compilées dans un livre, As Always, Julia (2010).
DeVoto a été l'un des premiers lecteurs et éditeurs du futur livre de cuisine de Child, Mastering the Art of French Cooking, et ses relations éditoriales ont aidé Child et ses co-auteurs Louisette Bertholle et Simone Beck à signer un contrat avec Houghton Mifflin en 1954. Lorsque la maison d'édition rejette le livre, DeVoto contribue à sa publication par Alfred A. Knopf.
Après la mort subite de Bernard DeVoto en 1955, Avis DeVoto travaille comme découvreuse et éditrice de livres de cuisine pour Knopf de 1956 à 1958. Elle devient ensuite secrétaire de la Lowell House à Harvard de 1958 à 1963 et travaille au bureau des doyens du Radcliffe College jusqu'à sa retraite en 1969. Pendant cette période, elle a également continué à éditer et à lire des manuscrits pour Houghton Mifflin.
DeVoto meurt d'un cancer du pancréas en 1989.